# Guatteria pogonopus
Guatteria pogonopus é uma espécie de magnólia. Foi descrito pela primeira vez por Carl Friedrich Philipp von Martius .  Guatteria pogonopus pertence ao gênero Guatteria e à família Annonaceae.
Este tipo de planta pode ser encontrado em:
- Brasil

Um tipo que se enquadra nisso, vemos G. p. latifólia.